# Makoko (Lagos)

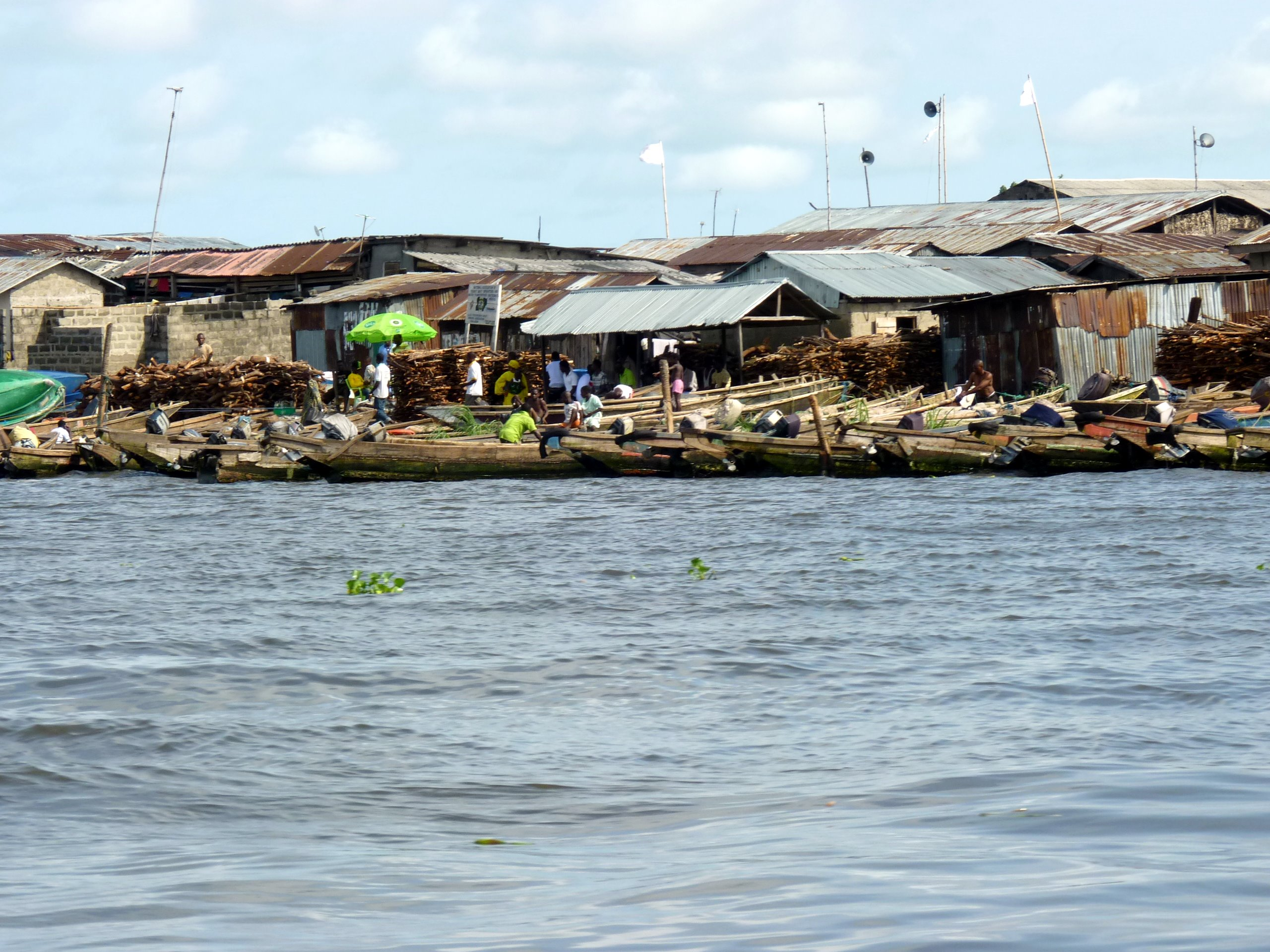
Una panoramica di Makoko.

Makoko, detta anche Venezia nera o Venezia d'Africa, è una baraccopoli situata alla periferia di Lagos, in Nigeria, la cui popolazione nel 2009 era stimata ad 85 840 abitanti; l'area però non fu contata ufficialmente come parte del censimento del 2007 e oggi la popolazione è stimata essere molto maggiore (secondo alcuni circa 100.000; secondo stime di più ampio raggio, gli abitanti vanno dai 30.000 ai 250.000).
La baraccopoli è visibile dal Third Mainland Bridge, il ponte più lungo di tutta l'Africa, che collega la parte di Lagos posta sulla terraferma all'isola di Lagos attraversando la Laguna.

## Storia

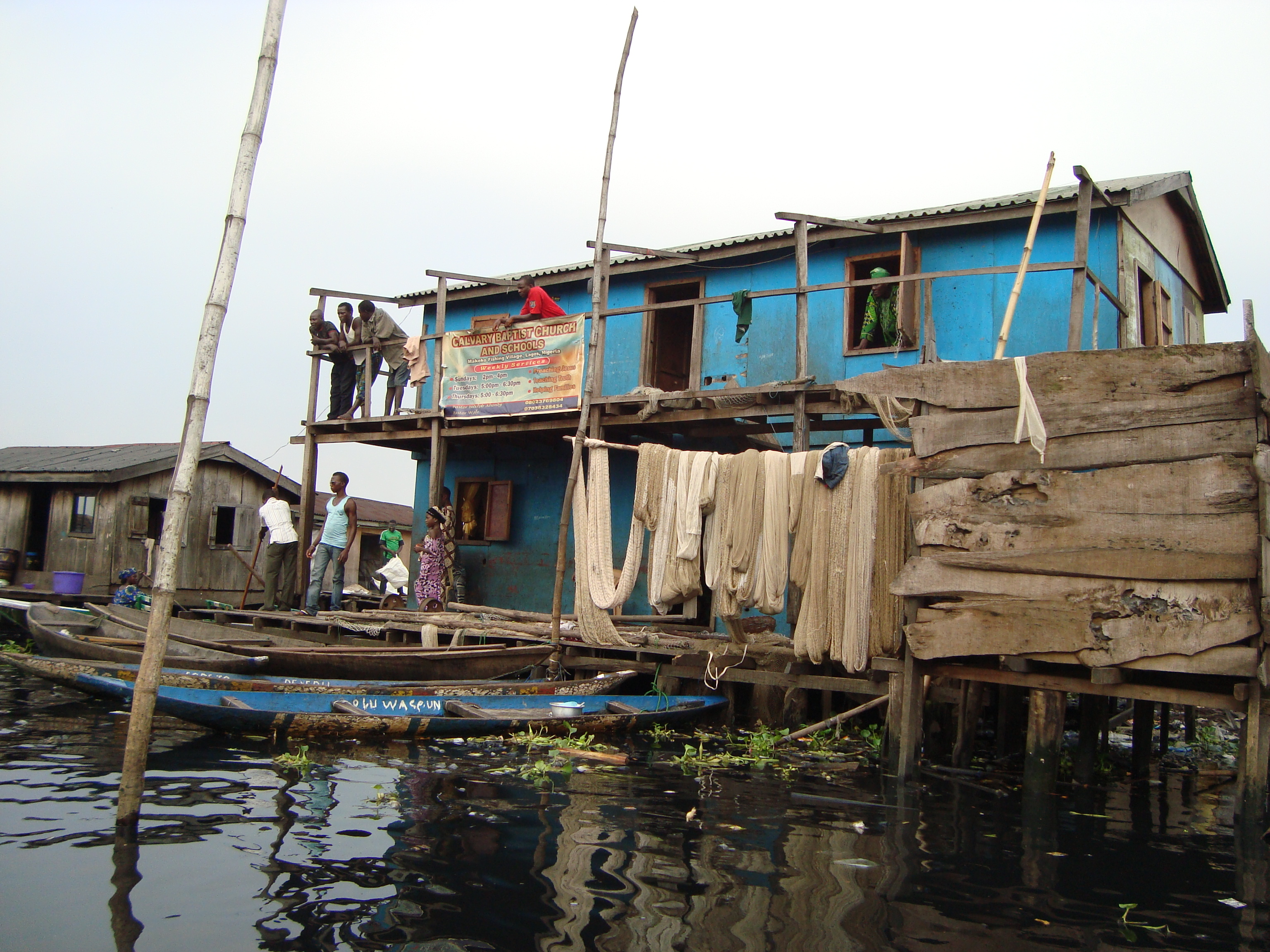
Una casa di Makoko.

Makoko, fondata nel XVIII secolo come villaggio di pescatori, è costituita da strutture poggianti su palafitte e collegate da canali percorsi dagli abitanti con canoe in legno; in ogni casa abitano in media otto persone, originarie principalmente del Togo e del Benin, che vivono dei ricavi della pesca e della vendita del legno.
In epoca più recente l'area è soggetta ad una sorta di autogoverno, data la presenza estremamente ridotta di rappresentanti del governo ufficiale nell'area, e sono gli area boys a garantire il servizio di sorveglianza nella zona.
L'acqua risulta essere inquinata e per questo motivo, in Nigeria, muoiono ogni anno 97.000 bambini.
Nel luglio 2012 alcuni ufficiali del governo nigeriano distrussero varie residenze dopo aver dato ai residenti tre giorni per evacuarle; un residente fu ucciso durante questi fatti.
Lagos potrebbe continuare la distruzione di Makoko per riqualificare la zona, che ora è vista come privilegiata data la sua posizione sul lungomare.